# Aeroflot-Flug 40
Am 6. Juli 1962 kam es auf dem innersowjetischen Linienflug Aeroflot-Flug 40 von Buchara nach Taschkent mit der eingesetzten Il-14 zur Bruchlandung nach einem Triebwerksausfall, wobei 11 der 38 Insassen starben. Unter den verletzten Passagieren befand sich auch ein US-amerikanischer Student, wodurch der Unfall im Westen bekannt wurde.

## Flugzeug und Besatzung
Das Flugzeug war eine Iljuschin Il-14 (Luftfahrzeugkennzeichen: CCCP-91554, Fabriknummer: 147001216), die ab dem 31. Januar 1957 bis zum Unfall 11.030 Flugstunden absolviert hatte.
Die Besatzung bestand aus Flugkapitän Boris Denissowitsch Wolosowitsch, dem Ersten Offizier Boris Tichonowitsch Boronin, dem Flugingenieur Nikolai Iwanowitsch Ananjew, dem Navigator Wladimir Wassiljewitsch Semenko und der Flugbegleiterin Klara Iljinitschna Popowa.

## Verlauf
Das Flugzeug sollte an jenem Tag den Doppelflug Aeroflot-Flug 39/40 Taschkent-Samarkand-Buchara-Taschkent bedienen. Um 10:05 Uhr Ortszeit hob die Il-14 bei klarem Wetter zum Flug 40 ab und stieg auf eine Reiseflughöhe von 3000 m. Um 10:35 Uhr meldeten die Piloten den Ausfall des rechten Triebwerks durch Ausbrennen des Zylinders Nr. 2 und erbaten die Freigabe, auf 2400 m den Flug nach Taschkent fortzusetzen. Kapitän Wolosowitsch folgte dem Rat von Flugingenieur Ananjew, auf eine Notlandung zu verzichten und damit keinen Eintrag in seine Personalakte zu erhalten. Zum Zeitpunkt des Triebwerksausfalls hätte er den Weiterflug abbrechen und in Buchara (135 km) oder Navoiy (65 km) landen können, selbst wenn sie sich 10 Minuten später dazu entschieden hätten, obwohl die Landung in Buchara da schon weniger sicher gewesen wäre. Die Fluglotsen gaben keine Landeempfehlung aus und griffen auch sonst nicht in die Situation ein. Nach Erhalt der Sinkflugfreigabe sank das Flugzeug auf 1500 m und näherte sich danach Taschkent in den nächsten 15 Minuten bis auf 120 km.
Wolosowitsch war auf den bloßen einmotorigen Weiterflug fokussiert und Ananjew drosselte, ohne es zu melden, das funktionierende linke Triebwerk aus Angst vor dem Ausfall; ihm war nicht klar, dass das Flugzeug dadurch nicht mehr die Höhe halten konnte. Wolosowitsch wiederum fiel der stetige Höhenverlust auch nicht auf, da er die Höhe nicht überwachte, und er versäumte auch die Gelegenheit, mit eingefahrenem Fahrwerk auf dem Flugplatz Schardara zu landen.
Im weiteren Verlauf meldeten die Piloten eine Flughöhe von 400 m und eine normale Temperatur im linken Triebwerk. Der mittlerweile in Taschkent angekommene Vorgesetzte der Piloten forderte sie auf, den Schub wieder auf Normalwert zu erhöhen. Aufgrund von Störungen im Funkverkehr verstanden die Piloten die Anweisung nicht und folgten ihr erst, als die Il-14 auf 200 m gesunken war. Nach weiteren 5 Minuten Flug versuchten die Piloten auf 100 m Höhe, das rechte Triebwerk zu starten und brachten dafür den Propeller aus der Segelstellung. Der dadurch erhöhte Luftwiderstand führte zum Geschwindigkeitsabfall und zum Strömungsabriss, woraufhin das Flugzeug nach rechts rollte und die rechte Tragfläche die 2,5 m hohe Umzäunung eines nach Friedrich Engels benannten Rinderzuchtbetriebs streifte und um 12:15 Uhr 50 m weiter auf einem Baumwollfeld aufschlug, 34 km von Taschkent entfernt. Der Rumpf zerbrach infolgedessen in 3 Teile und das linke Triebwerk brach von der Tragfläche ab, ohne dass ein Feuer ausbrach. Neun Passagiere starben noch an der Unfallstelle, zwei weitere am folgenden Tag im Krankenhaus.

## Ursache
Die Ermittler konnten bestätigten, wie vom Kapitän Wolosowitsch gemeldet, dass das rechte Triebwerk durch das Ausbrennen von Zylinderkopf Nr. 2 (die im Schwezow ASch-82 verwendeten erwiesen sich als unzuverlässig) ausfiel, und machten dies als Hauptunfallursache aus. Als unmittelbare Ursache sahen sie Wolosowitschs Handlungen.
1. Nichtumkehr zum Startflughafen trotz Triebwerksausfalls und Fortsetzen des Flugs zum Zielflughafen
2. Mangelhafte Führung seinerseits, die zusammen mit der allgemein mangelhaften Kommunikation unter den Piloten eine unnötige Schubreduzierung zuließ, wodurch die Höhe nicht gehalten werden konnte
3. Nichtlanden auf einem geeigneten Flughafen entlang der Flugstrecke
4. Die fehlerhafte Entscheidung, das rechte Triebwerk in geringer Höhe neuzustarten

## Ähnliche Fälle
Flugunfall der Iljuschin Il-14 CCCP-61618 der Aeroflot am 1. Januar 1966: Auch in diesem Fall versuchten die Piloten einer Il-14, den Zielflughafen trotz Triebwerksausfalls und alternativer Landemöglichkeiten zu erreichen.